# Desmon Farmer
Desmon Farmer (Flint, Michigan, 7. listopada 1981.) je američki profesionalni košarkaš. Igra na poziciji razigravača, a može igrati i bek šutera. Trenutačno je slobodan igrač. Igrao u NBA ligi za Seattle SuperSonicse i San Antonio Spurse. 

## Karijera
Karijeru je započeo u NBA-u 2004. igrajući u predsezoni za Indiana Pacerse, ali je otpušten prije početka sezone. Odlazi u Europu, ondje je igrao u Grčkoj, Poljskoj i Španjolskoj. Vraća se u SAD i sezonu 2005./06. provodi kao član NBDL-lige Tulse 66ersa. Ondje je prosječno postizao 16,4 poena po susretu. U listopadu 2006. potpisuje za Seattle SuperSonicse, ali je u siječnju 2007. otpušten. Nakon dvije sezone provedene u NBDL ligi (Tulsa 66ers i Rio Grande Valley Vipers), Farmer u rujnu 2008. potpisuje za San Antonio Spurse. U Spursima je igrao rijetko i u studenome 2008. otpušten je iz kluba. Nakon dolaska u Zadar, na incijativu trenera Zmage Sagadina bio je među ponajboljim igračima kluba. Međutim, nakon nedolaska na jutarnji trening kluba, što je uzrokovano novčanim poteškoćama kluba, uprava kluba suspendirala ga je na 24 sata. Međutim, Farmer je nakon suspenzije ostao u momčadi Zadra. Na kraju sezone napustio je klub. 

## Vanjske poveznice
- NBA profil na NBA.com
- D-liga profil na NBA.com